# Edmond Guiraud
Pour les articles homonymes, voir Guiraud.
Edmond Guiraud, né le 22 mars 1879 à Marseille et mort le 18 avril 1961  à Roquedur (Gard), est un dramaturge et acteur français, originaire des Cévennes.

## Biographie

### Jeunesse et études

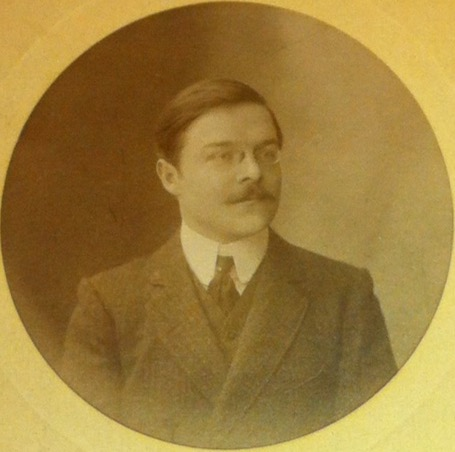
Edmond Guiraud par Henri Manuel

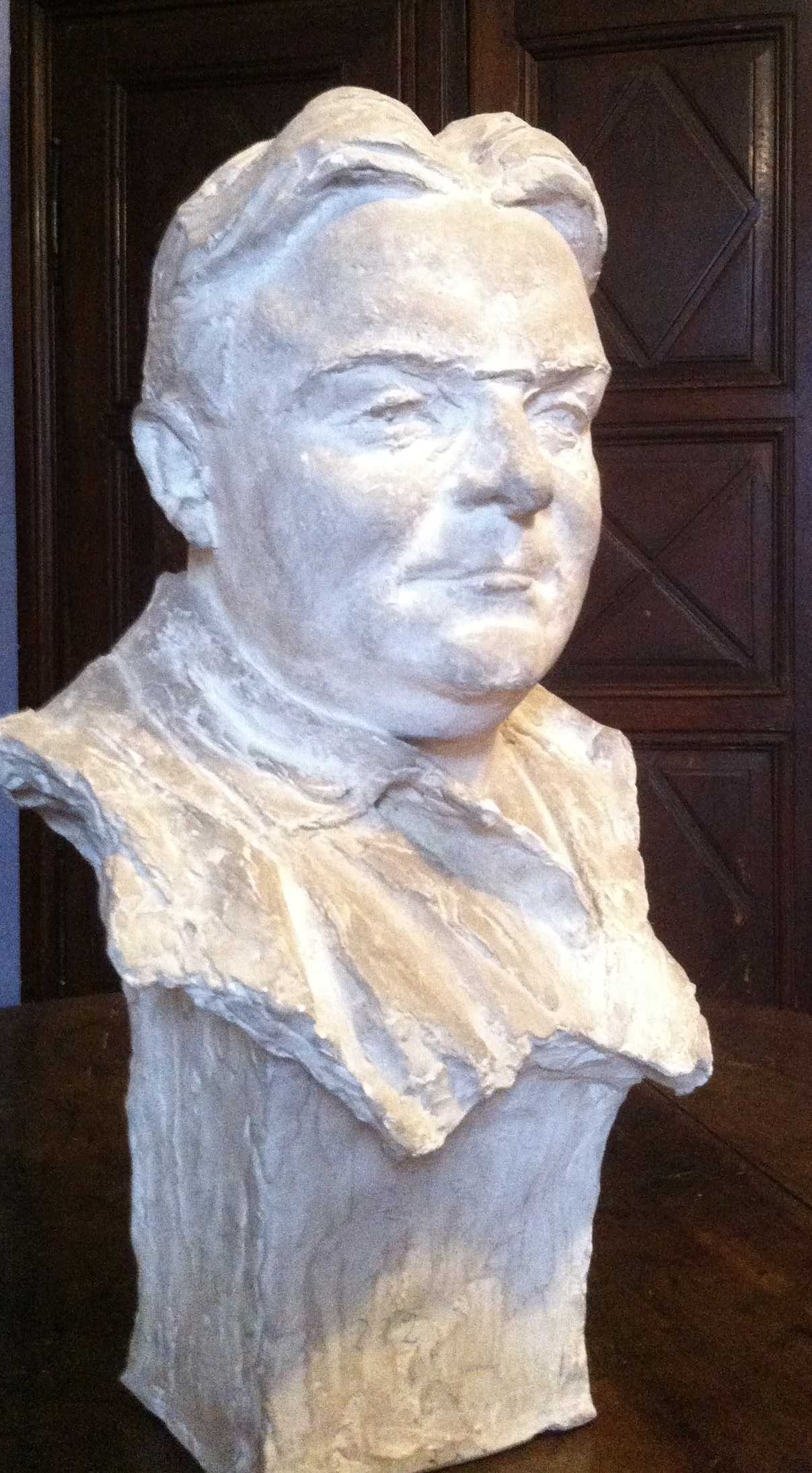
Buste d'Edmond Guiraud par Marius Cladel (école Rodin)

Edmond Guiraud est le fils unique de Paul Guiraud, originaire de Saint-Ambroix (Gard), écrivain, propriétaire du Café Peloux à Nîmes, fondateur et rédacteur de l'hebdomadaire « littéraire et artistique » La Chronique mondaine.
Il entre au lycée de garçons de Nîmes en 1887 jusqu'en classe de rhétorique. Il poursuit en classe de philosophie au lycée Henri-IV à Paris. Il étudie le droit et obtient une licence de droit. Il étudie à l'École libre des sciences politiques.

### Parcours professionnel

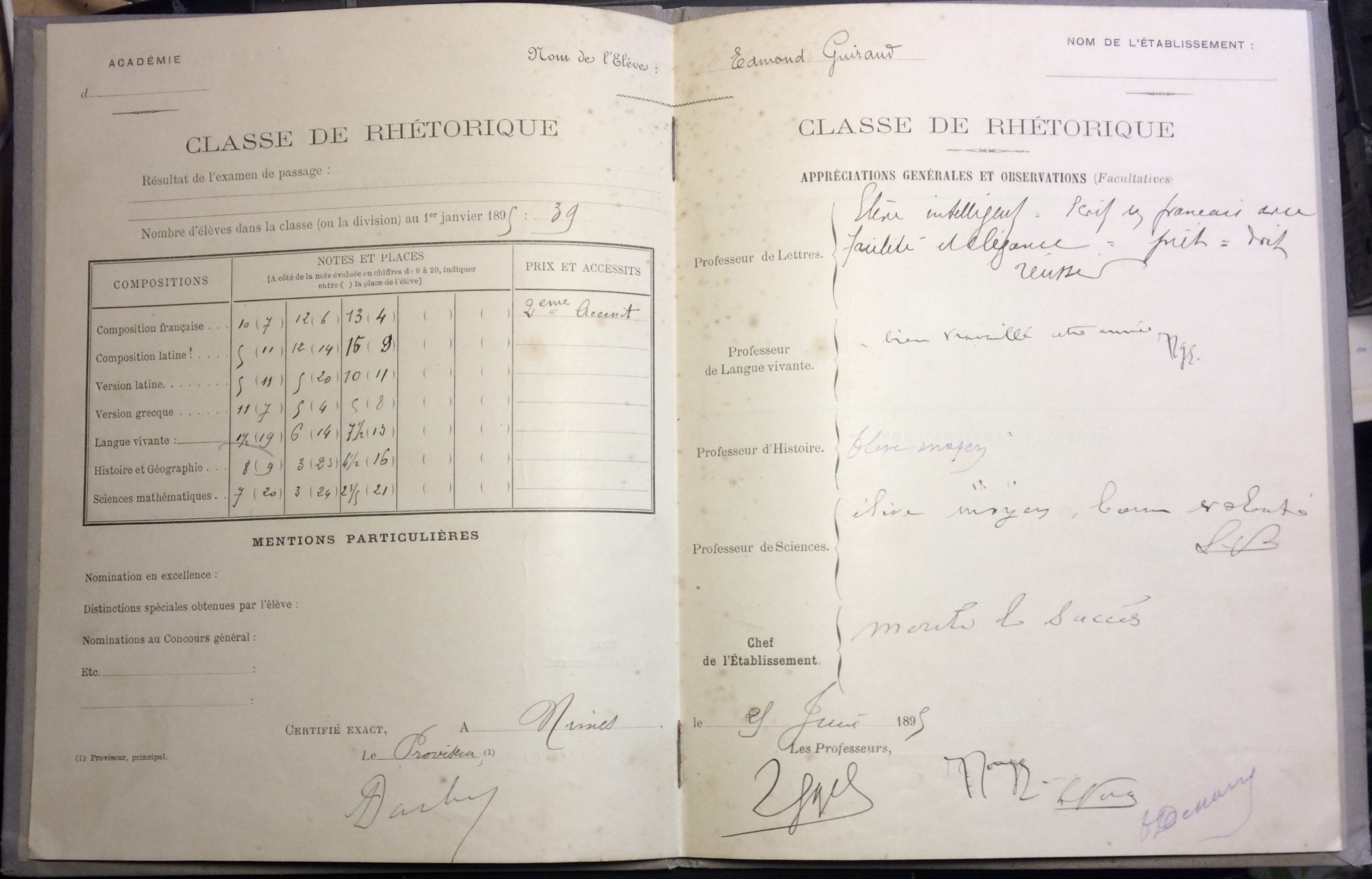
Livret scolaire d'Edmond Guiraud, Nîmes

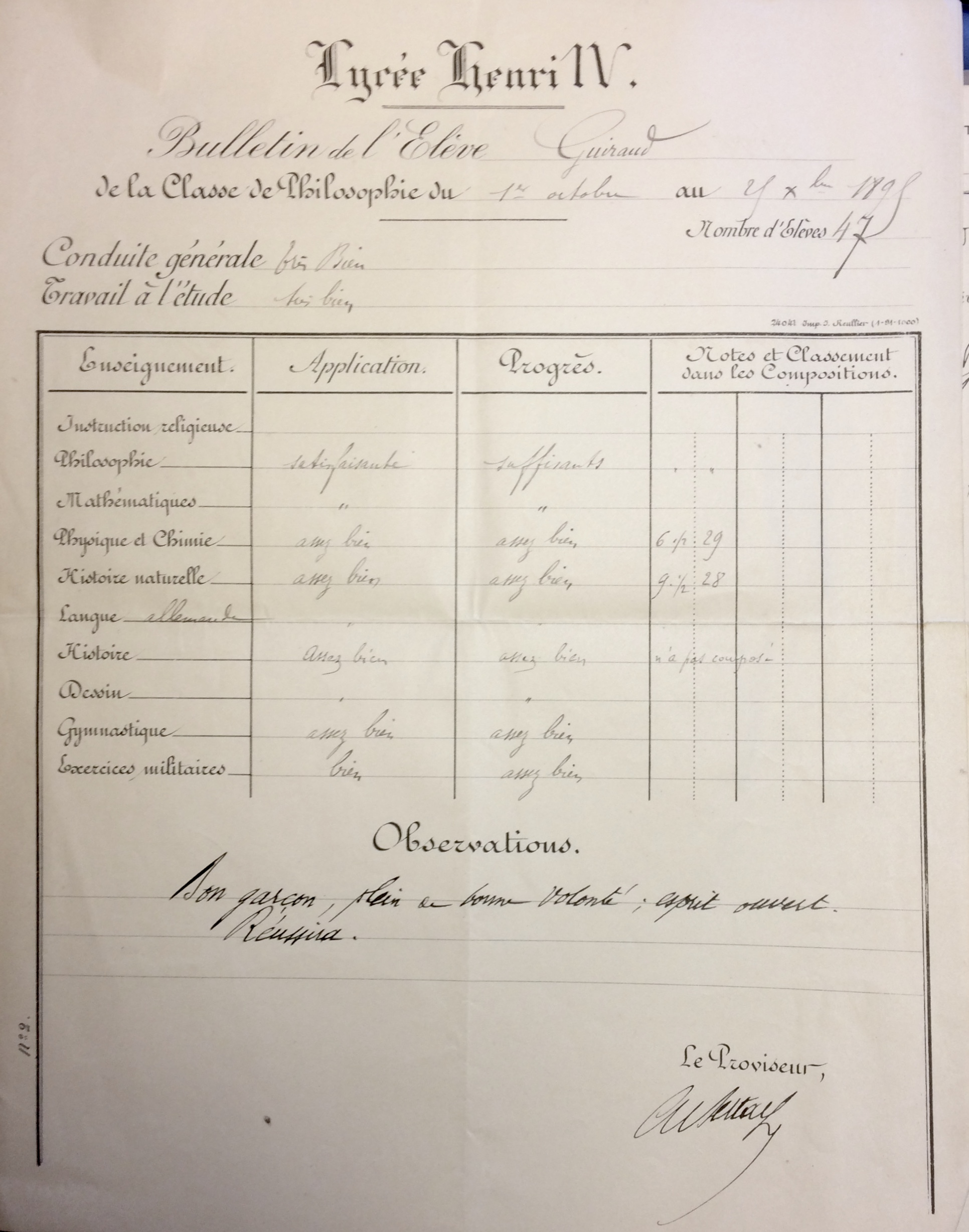
Bulletin scolaire d'Edmond Guiraud, lycée Henri-IV, 1895

Premier mariage : Caroline, Adélaïde, Françoise Acezat (1879-1938), le 4 avril 1907, à Paris 9e. Ils divorcent en mars 1919, elle épousera Victor Margueritte le 17 juin 1921.
Deuxième mariage : Alice (dite Hélène) Solinski (1875-1946), le 17 juillet 1919, à Ivry-sur-Seine.
Troisième et dernier mariage: Jeanette (dite Janine) Press (1907-2007).
Il a vécu de nombreuses années à Roquedur dans le Gard d'où sa mère, Albertine Séverac, était originaire.
Il a eu une carrière d'auteur dramatique, avec un succès certain jusqu'aux années 1930. Il a été sous-secrétaire d'État aux Beaux-Arts, et conservateur du Musée d'Ennery.
Il joue dans deux films de Jean Gehret, sur des textes de André Chamson tournés en Cévennes en 1949.
Janine Press, sa dernière épouse, a offert au Musée Cévenol du Vigan les archives de son mari afin de constituer un fonds Edmond Guiraud.
Edmond Guiraud est inhumé au cimetière protestant de Nîmes.

## Théâtre
- sans date : La Souris noire sketch en 1 acte
- sans date : La Provinciale pièce en 4 actes
- sans date : Le Vainqueur comédie en 3 actes
- sans date : Un Mariage de fantaisie 3 actes
- sans date : Colin-Tampon, fantaisie spirituelle, quoiqu'en 2 actes (sic) écrite pour monsieur Charles Vaire (vers 1905)
- sans date : L'Anniversaire de l'Infante conte lyrique en 3 actes
- sans date : La Maison de verre
- sans date : Le Timide ou la Marchande d'abeilles, pièce en 3 actes (en collaboration avec Lucien Nepoty)
- 1901 : M. Et Madame Taste, 1 acte, La Bodinière
- 1901 : Inutile Franchise, 1 acte en prose (retouchée en 1906)
- 1902 : Amour s'en mêle, Théâtre de Montpellier. Donnée aussi à Nîmes dans le cadre d'une soirée caritative à la suite de la destruction de Saint Pierre (Martinique) par l'Éruption de la montagne Pelée en 1902
- 1903 : La Farandole (d'abord titrée Ménage à quatre), 1 acte, Grand théâtre de Nîmes
- 1904 : L'Ouvrier de la dernière heure, 1 acte, Théâtre de l'Œuvre
- 1904 : Au coin d'un bois sacré..., 1 acte en vers, Grand Théâtre de Montpellier
- 1904 : La Nymphe émue, 1 acte en vers, Grand Orient de France (Il semble que Au coin d'un bois sacré... et La Nymphe émue soient deux titres d'une même pièce)
- 1905 : Une Agonie, drame en 1 acte
- 1905 : La Mémoire des dates (en collaboration avec Félix Galipaux), Grand-Guignol
- 1905 : Le Bel Atout, 3 actes, Théâtre de Trianon
- 1905 : Cri-Cri, 1 acte , Eldorado (repris en 1907 sous le titre Zizi, au théâtre Antoine)
- 1905 : Madelon, comédie en un acte, en vers, Théâtre national de l'Odéon
- 1905 : Le Cœur d'Angélique, 1 acte, (autre titre pour Le Bel Atout)  Théâtre du Gymnase, repris aux Bouffes-Parisiens, au Théâtre Antoine, en 1910, et au Théâtre aux Armées, en 1917
- 1906 : Le Gardien de square, 2 actes, Bonbonnière du Théâtre Royal de la Monnaie
- 1907 : Anna Karénine, 5 actes, (d'après le roman de Léon Tolstoï), Théâtre Antoine, reprise au Théâtre de la Porte Saint-Martin et à Mogador, traduite pour les États-Unis par  Thomas William Broadhurst la même année, puis pour l'Espagne: Ana Karénine: passion fatal par Jose Zaldivar, en 1914, et pour l'Italie, par Igino Robbiani, en 1924.
- 1907 : L'Eau trouble, (en collaboration avec Jean de Hinx (Mme de Gardillanne, née Paule Dutour)), Théâtre royal du Parc, Bruxelles, pièce écrite pour la chanteuse Yvette Guilbert pour son retour au théâtre.
- 1907 : Zizi, Théâtre Antoine
- 1908 : Le Poussin, 3 actes, Théâtre national de l'Odéon[4]., repris au Théâtre Grévin, au Théâtre de la Renaissance, au Théâtre du Gymnase Marie-Bell, au Théâtre Antoine Le Poussin - Rabier - Guiraud

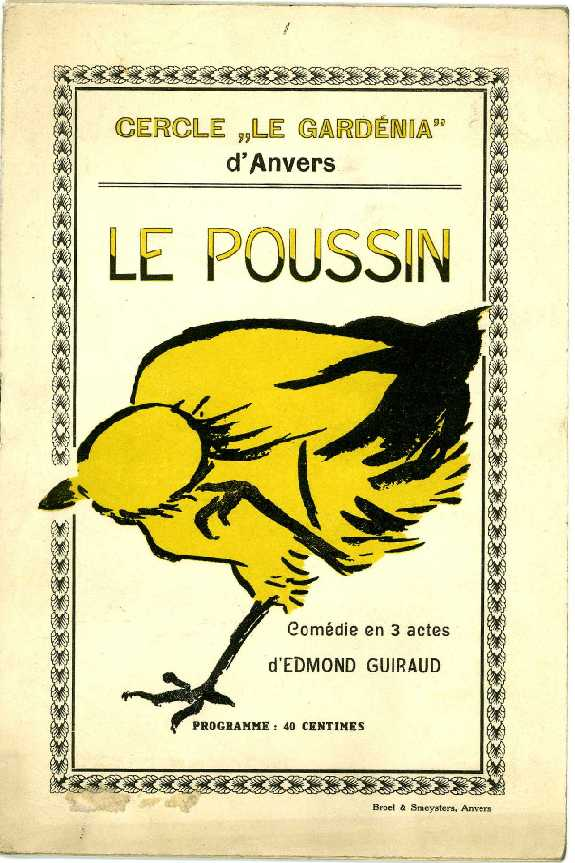
Le Poussin - Rabier - Guiraud

- 1911 : Marie-Victoire, 4 actes, Théâtre Antoine
- 1912 : Moïse, 1 acte, Théâtre Antoine
- 1914 : La Sauvageonne, 3 actes, Théâtre des Bouffes-Parisiens
- 1921 : Le Divan noir, 3 actes, Théâtre de la Renaissance, (Cora-Laparcerie)
- 1922 : Vautrin, 4 actes (d'après les personnages d'Honoré de Balzac) Comédie Française, repris au Théâtre national de l'Odéon, puis montée pour la radio en 1961 (France 3 Nationale)
- 1922 : Paul et Virginie, (en collaboration avec Lucien Nepoty), d'après le roman de Jacques-Henri Bernardin de Saint-Pierre, musique d'Henri Rabaud, théâtre Sarah-Bernhardt
- 1925 : Une femme, comédie en 4 actes, 14 mars, Théâtre Femina, repris au Théâtre national de l'Odéon
- 1926 : Son Joujou, comédie en 3 acte (inédite ?)
- 1926 : Le Bonheur du jour, 4 actes, Odéon
- 1929 : Whisky (en collaboration avec Léon Hennique d'après son roman Minnie Brandon
- 1930 : Une femme de mon pays
- 1932 : Le Coup de soleil pièce en 3 actes (inédite ?)
- 1932 : Nos 20 ans, comédie en 4 actes, Théâtre national de l'Odéon
- 1954 : Amavit, (montée pour la radio)

en préparation
- Le Manteau de Noë, 4 actes
- Ardeurs, 3 actes
- La Douceur de vivre, 4 actes
- Basile 1936, 4 actes

### Opéra
- 1912 : Livret adapté de sa pièce Marie Victoire pour le compositeur Ottorino Respighi (1912-1914; création le 27 janvier 2004, Teatro dell'Opera di Roma) numéroté P100[5] au catalogue

## Filmographie

### Acteur
- 1948 : Tabusse de Jean Gehret
- 1948 : Le Crime des justes de Jean Gehret
- 1951 : Porte d'Orient de Jacques Daroy

### Adaptations cinématographiques
- 1927 : Le Bonheur du jour de Gaston Ravel (film muet, copie introuvable)
- 1935 : Zizi de Charles-Félix Tavano - court métrage -